# Herluin

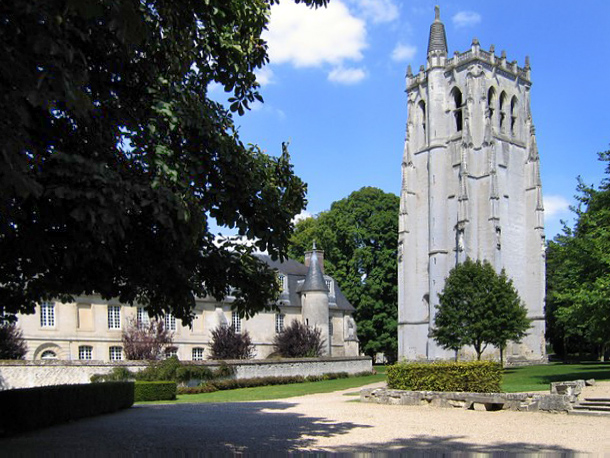
De toren van de abdij van Bec

Herluin (Brionne, 994 - 26 augustus 1078) was een ridder aan het hof van Brionne. Hij was de stichter van de benedictijnse abdij van Onze-Lieve-Vrouw van Bec. Zijn leven is beschreven in het 11e-eeuwse Vita Herluini van de hand van Gilbert Crispin.